# Jan Siwiński
Jan Siwiński (1845–1924) – syn Michała, organisty i nauczyciela z Harklowej.
Powstaniec styczniowy z 1863 r., uczestnik m.in. bitwy pod Komorowem, długoletni zesłaniec na Syberię – katorżnik, po powrocie właściciel dworku w Sadkach, w Mytarce, autor książki Katorżnik, czyli pamiętnik Sybiraka (Kraków, 1905).
Pochowano go na cmentarzu w Nowym Żmigrodzie.